# Dendryphion comosum
Dendryphion comosum är en svampart som beskrevs av Wallr. 1833. Dendryphion comosum ingår i släktet Dendryphion och familjen Pleosporaceae.   Inga underarter finns listade i Catalogue of Life.